# 及达尖犁头鳐
及达尖犁头鳐（学名：[Rhynchobatus djiddensis] 错误：{{Lang}}：文本有斜体标记（帮助）），又名吉打龍紋鱝，为尖犁头鳐属的鱼类，被IUCN列為極危保育類動物。分布于红海、东非、印度洋、印度尼西亚、菲律宾、日本以及南海、东海等海域，深度1至75公尺。该物种的模式产地在红海。本魚體型呈三角形，長度大於寬度，噴水孔位於眼之近後方，尾部與軀幹部不易區分，外形介於鯊類與鱝類之間，背鰭2個，胸鰭基部有大塊黑色眼斑，兩眼之間有明顯的黑色十字紋，上身有一排排小白斑，體上面為橄欖綠色, 下面為白色，其体长可达3.1米（10英尺），重可达 227（500磅）。生活於近海與在水淺的河口中，為底棲性魚類，肉食性，以螃蟹、龍蝦、二枚貝、小魚與烏賊等為食，卵胎生，肉質佳可作為食用魚，魚鰭可做為魚翅。